# Triphosa tarachodes
Triphosa tarachodes là một loài bướm đêm trong họ Geometridae.